# Endiandra longipedicellata
Endiandra longipedicellata är en lagerväxtart som beskrevs av C. T White. Endiandra longipedicellata ingår i släktet Endiandra och familjen lagerväxter. Inga underarter finns listade i Catalogue of Life.